# Gremio Foot-Ball Porto Alegrense 2018
Questa voce raccoglie le informazioni riguardanti il Grêmio Foot-Ball Porto Alegrense nelle competizioni ufficiali della stagione 2018.

## Rosa
| N. |  | Ruolo | Calciatore |
| -- |  | ----- | ---------- |

| N. |  | Ruolo | Calciatore |
| -- |  | ----- | ---------- |